# Jet Jaguar (banda)
Jet Jaguar es una banda mexicana de heavy metal y speed metal orignaria de Cancún, Quintana Roo y fundada en 2014. Su nombre es inspirado por el robot Jet Jaguar, personaje que forma parte de la franquicia de Godzilla. Componen y tocan canciones en español e inglés, con una influencia clara de grupos como Iron Maiden, Skid Row, Metallica además de grupos más actuales como Skull Fist, Enforcer, Cacophony y Racer X.

## Inicios
Jet Jaguar surge a principios de 2014 en Cancún, Q.Roo con Sergio Güez y Diego Aragón, ambos guitarristas se juntan para tocar heavy metal. Ambos pertenecieron al grupo Steel Sentinel en diferentes temporadas y poco después invitan a Jimmy Lozano como baterista y a Jorge Ramírez como bajista y voz de la banda.
En un principio consideraron otros nombres para la agrupación como Exiler y Roller Blade; sin embargo se deciden por Jet Jaguar, nombre de un personaje robot de la serie clásica de Godzilla y los videojuegos que se originaron a partir de ella, idea sugerida por Diego, quién estaba familiarizado con los videojuegos.
El 8 de marzo de 2014, la banda debuta oficialmente junto a Commando, banda de la ciudad de Mérida, Yucatán; thrash metal, y Wild Demise, de metal melódico de la ciudad de cancún.

## Trayectoria

### Call of The FightyZero Hour EP(2014-2016)
En abril de 2014, lanzan su primer demo llamado Call of The Fight, con tres canciones originales. Gracias a la promoción y recepción de su demo por el público, se presentan en escena con Skull Fist y Striker, bandas populares de Canadá en su segunda gira por México. Además, se relanzó ese demo de la mano de Roots Active Records de Tailandia en formato de casete, junto con un bonus track, para hacerlo llegar a países como Malasia, Italia, Chile, España, entre otros.
Durante el 2015 Jet Jaguar inicia la grabación de su primer EP y hacen algunos cambios. Maxx Mendoza se une como vocalista, mientras que Jorge Ramírez permanece como bajista.
En febrero de 2016 estrenan su EP Zero Hour, con cinco canciones y bajo el sello de la disquera mexicana Sade Records. Unos meses después, el 30 de abril de 2016, la banda participa en la Metal Battle México y quedan en segundo lugar. Las reglas de dicho concurso en México solo permiten a las bandas participar dos veces en el mismo, por lo que Jet Jaguar solo podría participar una vez más.

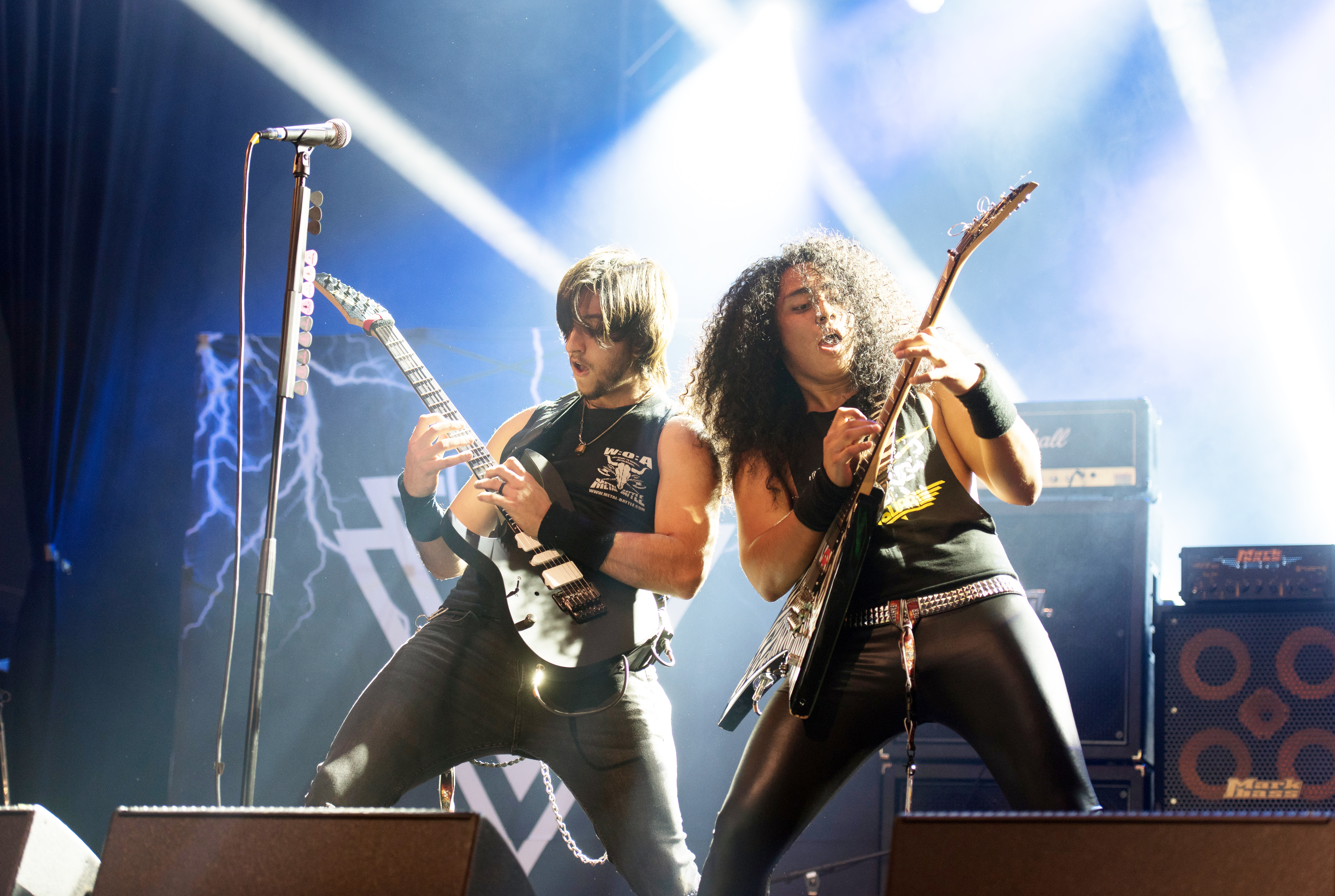
Nehuen y Sergio en W:O:A

### Primeras giras y Wacken Open Air (2017)
A principios de 2017 Diego abandona el grupo y en su lugar entra Nehuen Pacheco. Después del cambio, comienzan su primera gira nacional llamada Rompiendo México Tour 2017, titulada así por su canción "Rompiendo el Acero" de su álbum Zero Hour y el 30 de abril deciden participar por segunda vez en la competencia Metal Battle México para esta vez ganar el primer lugar que los convierte en los representantes de México para ir a Alemania al Wacken Open Air 2017 como los octavos representantes mexicanos y la primera banda cancunense en asistir a dicho evento internacional.
La Wacken Open Air es el evento mundial más importante de metal y se presentan artistas y bandas como Megadeth, Accept, Amon Amarth, entre otras. Compiten países de todo el mundo como Alemania, Letonia, Eslovaquia, Argentina, Bélgica, Estonia, Francia, Grecia, Hungría, Islandia, Noruega, Bulgaria, Uruguay entre otros países y son calificados por 35 jueces. El evento da inicio el 2 de agosto de 2017 y el día 4 finaliza y son anunciados los ganadores. Jet Jaguar resulta ganador del primer lugar mundial de la WOA 2017 y se hacen acreedores a cinco mil euros por parte de la Wacken Foundation entre otros premios. Jet Jaguar es la primera banda mexicana y de toda América Latina en ganar el primer lugar en este evento desde sus inicios en 2004.
A partir de la premiación de la WOA 2017, Jet Jaguar da inicio a su primera gira europea “Conquering The Old World Vol.1” pasando por países como Bélgica, Polonia, Holanda, entre otros.

### Regreso a México y festivales (2018-2019)
En el 2018, la banda participó en el festival Corona Hell and Heaven compartiendo cartel con Ozzy Osbourne, Scorpions, Megadeth, Deep Purple, Judas Priest y más. Su participación fue en el escenario "True Metal Stage" a las 16:20 el 4 de mayo. En el festival, lograron ser la banda nacional con más venta de mercancía oficial. Meses después participaron en el Tecate México Metal Fest el 6 de octubre en la ciudad de Monterrey, fue un cartel bastante pesado con bandas como Napalm Death, Accept, Cannibal Corpse y más bandas Americanas y Europeas. Semanas después llegar al festival Tecate Coordenada en la ciudad de Guadalajara junto a The Offspring, lngsht, Miranda, Residente y más artistas nacionales e internacionales. Para terminar el año repleto de actividades, Jet Jaguar hizo su primer Lunario del Auditorio Nacional junto al power trío regiomontano The Warning.
En marzo de 2019 la banda viajó a San José, Costa Rica para participar en el festival Grito Latino 2019 compartiendo escenario con Molotov, Residente, Café Tacvba, ZOE y más artistas latinoamericanos. Ese fue el último festival en el que participó la banda para después concentrarse en la producción de su álbum debut lanzado el 17 de julio de 2020 bajo la disquera Alemana Pride and Joy.

### Endless Nights(2020-presente)
Después de un par de años del nacimiento de la banda, el 17 de julio de 2020 se lanzó “Endless Nights”, editado por el sello discográfico alemán Pride & Joy. 
Este álbum debut está conformado por 10 canciones originales, de las cuales 8 son en inglés y 2 en español. La gestación de este álbum comenzó en el invierno del 2017 y constó de dos etapas. La primera parte se realizó en la CDMX, en el estudio SMS, bajo la supervisión y producción del músico y guitarrista Tonio Ruiz (Coda y QBO), donde se grabaron 4 temas: Race or die, Up to the top, Blinding lights y la power ballad Tormenta. La segunda sesión fue en el otoño del 2019 y se trabajó en el estudio de Jet Jaguar en Cancún. Aquí, dieron forma y vida a las 6 canciones restantes del álbum, Jet ranger, Mr. Lee, No surrender, Final prayers, Nunca más y 10,000 voices. Es importante comentar que el trabajo de mezcla y masterización se realizó en Suecia y estuvo a cargo del ingeniero Henrik Udd, quien ha trabajado con bandas del calibre de Powerwolf, Hammerfall, At The Gates, entre otros. Cabe mencionar que el nombre del disco, “Endless Nights” está inspirado en las largas noches que la banda invirtió en el estudio de grabación, además de los múltiples viajes que han realizado. Incluso, las letras de algunas canciones están creadas en sus propias experiencias y vivencias.

## Integrantes

### Primera alineación
- Sergio Güez Quintero - Guitarra
- Diego Aragón - Guitarra
- Jimmy Lozano - Batería
- Jorge Ramírez - Bajo y voz

### Segunda alineación
- Sergio Güez Quintero (Desde 2014) - Guitarra
- Jimmy Lozano (Desde 2014) - Batería
- Jorge Ramírez (Desde 2014) - Bajo
- Maxx Mendoza (Desde 2015) - Voz
- Nehuen Pacheco (Desde 2017) - Guitarra

### Alineación actual
- Jimmy Lozano (Desde 2014) - Batería
- Jorge Ramírez (Desde 2014) - Bajo
- Raiden Løzenthäll (Desde 2024) - Voz y Guitarra
- Ariyuki Arce (Desde 2021) - Guitarra

## Patrocinios

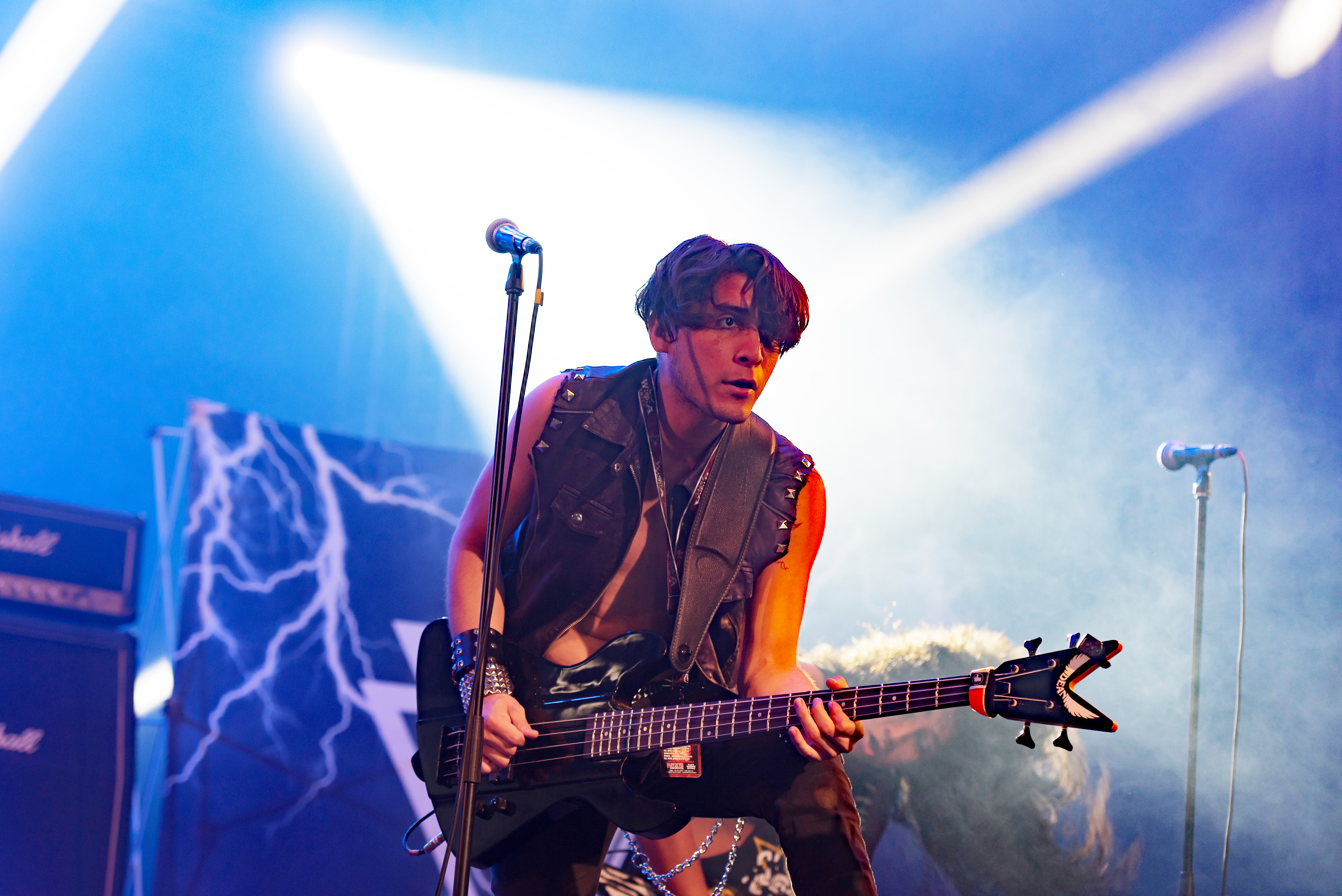
Jorge Ramírez en W:O:A

Actualmente, Jet Jaguar cuenta con los patrocinios de:
- EMG Pickups
- Raven Picks
- Ahead Drum Sticks
- Trick Drums Archivado el 26 de octubre de 2017 en Wayback Machine.
- Casa Veerkamp
- Ernie Ball
- Line 6
- Ibanez

## Discografía
| Álbum                    | Lista de temas | Fecha de estreno | Sello discográfico |
| ------------------------ | --- | ---------------- | ------------------ |
| Demo - Call of the Fight | 1. Call of the Fight 2. Battle of the Gods (sencillo) 3. Hunter                                                                                                 | 2014             | Independiente      |
| EP - Zero Hour           | 1. Zero Hour 2. Steel Lover 3. Silver Fortress 4. Winds of Fire 5. Rompiendo El Acero                                                                           | Febrero de 2016  | Sade Records       |
| LP - Endless Nights      | 1. Jet Ranger 2. Mr. Lee 3. Blinding Lights 4. Race Or Die (R.O.D) 5. Tormenta 6. Up To The Top 7. No Surrender 8. Final Prayers 9. Nunca Mas 10. 10,000 Voices | Julio de 2020    | Pride & Joy Music  |

## Tours y giras internacionales
- Rompiendo México Tour 2017[13]
- “Conquering The Old World Vol.1” gira en Europa.
- "Zero Tour 2017" gira por la república Mexicana.
- “European Summer Nights 2023” gira en Europa.
- “Between The Jaguar & The Anvil 2024” gira en Europa.

## Nominaciones y premios
| Evento                  | Lugar    | Fecha | Premio        |
| ----------------------- | -------- | ----- | ------------- |
| WOA Metal Battle México | México   | 2016  | 2.º lugar     |
| WOA Metal Battle México | México   | 2017  | 1.er lugar    |
| Wacken Open Air 2017    | Alemania | 2017  | 1.er lugar    |
| Osmium Metal Awards     | México   | 2018  | Banda del Año |